# Lidia Buble
Lidia Buble (Deva, 9 giugno 1993) è una cantante rumena di musica pop.

## Biografia e carriera
Figlia di un pastore pentecostale, Lidia è cresciuta in una famiglia numerosa, con dieci fratelli e ha iniziato a esercitare il suo talento vocale cantando nel coro della chiesa pentecostale di Emanuel a Deva. Diviene famosa quando Adrian Sina di Akcent l'ha scelta per interpretare con lui due suoi successi. Le canzoni "Kamelia" e "Noi simțim la fel" sono state ascoltate su tutte le radio in Romania e all'estero, con oltre 11 milioni di visualizzazioni su YouTube, e così in pochi mesi, Lidia Buble divenne una star all'età di 21 anni.

## Discografia

### Singoli
- 2014 - Noi simțim la fel
- 2014 - Kamelia
- 2014 - Forever love
- 2015 - Le-am spus și fetelor
- 2015 - Inima nu știe
- 2016 - Mă cerți
- 2016 - Mi-e bine
- 2017 - Eu voi fi
- 2017 - Secrete
- 2017 - Cămașă
- 2018 - Sârut mâna, Mamă!
- 2018 - Sub Apă
- 2018 - Tu
- 2019 - Asta sunt eu!
- 2019 - Undeva la Mijloc
- 2019 - Margarita (feat. Descemer Bueno)
- 2019 - Lacătul și femeia